# Ngchesar
Ngchesar is een van de zestien staten van Palau. De staat is gelegen op het Palause hoofdeiland Babeldaob en heeft een oppervlakte van 41 km², die bewoond wordt door 254 mensen (2005). De hoofdplaats van Ngchesar is Ngchesar Hamlet.

## Geografie
Afgezien van Ngchesar Hamlet liggen in de staat de volgende kernen:
- Ngchesar Hamlet
- Ngeraus
- Ngerkesou
- Ngerngesang
- Ngersuul
- Ngeruikl

Ngchesar Hamlet · Ngeraus · Ngerkesou · Ngerngesang · Ngersuul · Ngeruikl
Aimeliik · Airai · Angaur · Hatohobei · Kayangel · Koror · Melekeok · Ngaraard · Ngarchelong · Ngardmau · Ngatpang · Ngchesar · Ngeremlengui · Ngiwal · Peleliu · Sonsorol